# Festival da Canção Ouremense
O Festival da Canção Ouremense é um festival musical realizado anualmente no município de Ourém. Em 2021, foi declarado patrimônio cultural imaterial do estado do Pará.

## Histórico
O Festival da Canção Ouremense foi criado em 1983 para solucionar um problema de evasão de turistas no fim da estação de veraneio em Ourém. A falta de opções de entretenimento levava residentes locais e visitantes a se deslocarem para cidades vizinhas em busca de diversão. O prefeito, professor José Raul de Souza Santos, solicitou então a um grupo de jovens munícipes que elaborassem uma programação esportiva e cultural capaz de prover o entretenimento desejado. No projeto proposto, o festival da canção encerrava a programação, pensado como um concurso que premiaria as melhores músicas inscritas. A primeira edição do festival foi realizada numa maloca sextavada de bambu e palha, medindo pouco mais de 100 m², construída próxima à margem do rio Guamá.
No ano seguinte, por falta de patrocínio, o festival não foi realizado. A segunda edição ocorreu somente em 1985, onde um novo grupo assumiu o comando da organização do festival e o realizou na "Barraca das Festividades" (ou "Barraca da Santa"), um espaço da Igreja Católica. Em 1986, o festival foi realizado entre as duas principais praças de Ourém. Em 1987, a prefeitura havia reservado um barracão, o "Tucunaré", para eventos à beira do rio; todavia, ficou claro que o espaço era pequeno para a realização do festival. Em 1988, na última edição na administração do prefeito Raul Santos, o festival ocorreu na praça ao lado da filial do Banco do Brasil.
Em 1989, o farmacêutico Raul Mota da Costa assumiu a prefeitura de Ourém. Ele manteve Jofrey Gemaque na Secretaria de Cultura do município, o responsável pela realização do festival do 3º ao 9º anos; Gemaque manteve o evento na praça da rua Hermenegildo Alves. O espaço mudaria novamente em 1991, quando o VIII Festival ocorreu no "Beiradão", na praça Vitaliano Vari. Em 1992, ainda na mesma praça, foi introduzido o sistema de eliminatórias, que ocorreria ao longo de três noites (duas eliminatórias e a final); todavia, um escândalo de favorecimento de um dos concorrentes obrigou a coordenação do evento (ainda sob a liderança de Jofrey Gemaque) a realizar uma nova final que ocorreu não em Ourém, mas em Belém na casa noturna "Olé, Olá", encerrando o mandato de Raul Costa na prefeitura.
Em 1993, Haroldo Alencar de Sousa assumiu a prefeitura de Ourém, e convidou Arlindo Matos para assumir a Secretaria de Cultura. Este comprometeu-se a manter a estrutura básica do evento e melhorar os pontos deficientes. Para reduzir despesas, decidiu realizar o festival numa única noite, excluindo as eliminatórias. A sonorização foi melhorada e pela primeira vez foi entregue um troféu personalizado. Também foi a primeira vez em que o festival ocorreu no local aproximado onde hoje se encontra a concha acústica, na beira do rio Guamá.
A partir do XI Festival, a secretária de cultura Graça Guerra assume o comando do evento; ela se manteria à frente dos trabalhos até a XIIIª edição, em 1996. Em 1997, quando assume o prefeito João Gomes da Silva, este nomeia como secretário de cultura o ex-padre Baltazar Filho, o "Baltinha", que encomendou um novo troféu produzido pelo artista ouremense Fabiano Raimundo. O regulamento do festival também passou a utilizar critérios de avaliação diferentes por julgador. Baltinha permaneceria à frente da organização até a XVIIª edição, em 2000.
Em 2001, o prefeito João Gomes foi reeleito, mas preferiu promover o retorno de Jofrey Gemaque à Secretaria de Cultura. Gemaque trouxe de volta o formato das duas eliminatórias e da final, tendo realizado as edições XVIII, XIX, XX e XXI. Em 2004, na XXIª edição, João Gomes fez uma pré-inauguração da concha acústica "Tomáz Ruffeil".
Em 2005, Raimundo Zoe de Jesus Saavedra assume a prefeitura de Ourém, e nomeia Ebe Potiguar para a Secretaria de Cultura. Potiguar realizaria apenas a XXIIª edição, a qual pela primeira vez contou com transmissão ao vivo pela TV Cultura.
Em 2006, foram introduzidas diversas mudanças na estrutura e regulamento do festival, adequando-o ao Festival de Música do Pará (FEMUPA) e à Feira de Música e Poesia de Ourém (FEMPO). A pré-seleção (triagem) também passou a ser obrigatoriamente realizada em Ourém, com participação igualitária de ouremenses e corpo de jurados ampliado de quatro para sete julgadores, incluindo o presidente do júri.
A XXIVª edição, realizada em 2007, ainda na administração de Jesus Saavedra, teve como secretária de cultura Antônia Amorim. O governo do Pará patrocinou o evento através da Fundação Tancredo Neves e outros órgãos estaduais. Esta edição teve quatro etapas: três eliminatórias e uma final.
Em 2013, no XXIX Festival, buscou-se ampliar a produção cultural para outros campos além da música. Neste ano, foi apresentada a Tenda das Artes, com exposição de pinturas e esculturas, além de um museu dos festivais. Foi também a primeira apresentação no festival da Orquestra "Raízes Ouremenses" (formada por crianças e jovens), que fez a abertura do evento.
Em 2019, na XXXVª edição, o Complexo Cultural e Turístico, à beira do rio Guamá, registrou a presença de mais de 15 mil espectadores e uma comitiva de políticos e empresários de Ourém, Portugal, chefiados pelo presidente da câmara da cidade portuguesa, Luiz Albuquerque.
Em 2022, o festival voltou a ser realizado após dois anos de paralisação por conta da pandemia de COVID-19 no Brasil, e já com o título de patrimônio cultural imaterial do estado do Pará. Ebe Potiguar também retornou à Secretaria de Cultura municipal, para comandar o evento.